# Toni Rusew
Toni Iłczew Rusew (bułg. Тони Илчев Русев) – bułgarski brydżysta, World Master (WBF).
Toni Rusew pełnił funkcję niegrającego kapitana reprezentacji Bułgarii:
- młodzieży szkolnej w roku 2008 na 13. Olimpiadzie Brydżowej w Pekinie – 4. miejsce;
- w roku 2011 na 23. Młodzieżowych ME w Albenie: juniorów – 4. miejsce, dziewcząt – 10. miejsce oraz młodzieży szkolnej – 13. miejsce.

W roku 2009 na 22. Młodzieżowych ME w Braszowie Toni Rusew pełnił funkcję trenera reprezentacji juniorów – 12. miejsce.

## Wyniki brydżowe

### Zawody światowe
W światowych zawodach zdobył następujące lokaty:
| Mistrzostwa Świata. Konkurencja teamów | Mistrzostwa Świata. Konkurencja teamów | Mistrzostwa Świata. Konkurencja teamów | Mistrzostwa Świata. Konkurencja teamów | Mistrzostwa Świata. Konkurencja teamów | Mistrzostwa Świata. Konkurencja teamów |
| Rok                                    | Miejsce                                | Zawody                                 | Kategoria                              | Drużyna                                | Pozycja                                |
| -------------------------------------- | -------------------------------------- | -------------------------------------- | -------------------------------------- | -------------------------------------- | -------------------------------------- |
| 2011                                   | Veldhoven                              | 40. Mistrzostwa Świata Teamów          | Seniorzy                               | Bulgaria                               | 15                                     |
| 2010                                   | Filadelfia                             | 13. Seria Mistrzostw Świata            | Open                                   | Vito                                   | 5                                      |

| Mistrzostwa Świata. Konkurencja par | Mistrzostwa Świata. Konkurencja par | Mistrzostwa Świata. Konkurencja par | Mistrzostwa Świata. Konkurencja par | Mistrzostwa Świata. Konkurencja par | Mistrzostwa Świata. Konkurencja par |
| Rok                                 | Miejsce                             | Zawody                              | Kategoria                           | Partner                             | Pozycja                             |
| ----------------------------------- | ----------------------------------- | ----------------------------------- | ----------------------------------- | ----------------------------------- | ----------------------------------- |
| 2010                                | Filadelfia                          | 13. Mistrzostwa Świata              | Open                                | Kalin Karaiwanow                    | 63                                  |

### Zawody europejskie
W europejskich zawodach zdobył następujące lokaty:
| Zawody europejskie. Konkurencja teamów | Zawody europejskie. Konkurencja teamów | Zawody europejskie. Konkurencja teamów | Zawody europejskie. Konkurencja teamów | Zawody europejskie. Konkurencja teamów | Zawody europejskie. Konkurencja teamów |
| Rok                                    | Miejsce                                | Zawody                                 | Kategoria                              | Drużyna                                | Pozycja                                |
| -------------------------------------- | -------------------------------------- | -------------------------------------- | -------------------------------------- | -------------------------------------- | -------------------------------------- |
| 2012                                   | Dublin                                 | 51. Mistrzostwa Europy Teamów          | Seniorzy                               | Bulgaria                               | 12                                     |
| 2011                                   | Bad Honnef                             | 10. Puchar Europy                      | Open                                   | Vito                                   | 3                                      |
| 2010                                   | Izmir                                  | 9. Puchar Europy Teamów                | Open                                   | Vito BUL                               | 7                                      |
| 2009                                   | San Remo                               | 4. Otwarte Mistrzostwa Europy          | Open                                   | Vito                                   | 3                                      |
| 2007                                   | Antalya                                | 3. Otwarte Mistrzostwa Europy          | Open                                   | Vito                                   | 17                                     |

| Zawody europejskie. Konkurencja par | Zawody europejskie. Konkurencja par | Zawody europejskie. Konkurencja par | Zawody europejskie. Konkurencja par | Zawody europejskie. Konkurencja par | Zawody europejskie. Konkurencja par |
| Rok                                 | Miejsce                             | Zawody                              | Kategoria                           | Partner                             | Pozycja                             |
| ----------------------------------- | ----------------------------------- | ----------------------------------- | ----------------------------------- | ----------------------------------- | ----------------------------------- |
| 2009                                | San Remo                            | 4. Otwarte Mistrzostwa Europy       | Open                                | Kalin Karaiwanow                    | 173                                 |
| 2007                                | Antalya                             | 3. Otwarte Mistrzostwa Europy       | Open                                | Gencho Solukov                      | 61                                  |

## Klasyfikacja
- Toni Rusew – klasyfikacja WBF (ang.)
- Toni Rusew – klasyfikacja EBL (ang.)